# Melville City
Koordinaten: 32° 2′ S, 115° 48′ O

Die City of Melville ist ein lokales Verwaltungsgebiet (LGA) im australischen Bundesstaat Western Australia. Melville gehört zur Metropole Perth, der Hauptstadt von Western Australia. Das Gebiet ist 54 km² groß und hat etwa 98.000 Einwohner (2016).
Melville liegt südwestlich des Zusammenflusses von Swan River und Canning River etwa sechs bis 14 Kilometer südöstlich des Stadtzentrums von Perth. Der Sitz des City Councils befindet sich im Stadtteil Booragoon, wo etwa 5500 Einwohner leben (2016).

## Verwaltung
Der Melville Council hat 13 Mitglieder. Die 12 Councillor werden von den Bewohnern der sechs Wards (je zwei aus Applecross-Mt Pleasant, Bicton-Attadale, Bull Creek-Leeming, Palmyra-Melvill-Willagee, University und City Ward) gewählt. Der Mayor (Bürgermeister) und Vorsitzende des Councils wird von allen Bewohnern der LGA gewählt.